# Blaževci (Chorwacja)
Blaževci – wieś w Chorwacji, w żupanii primorsko-gorskiej, w mieście Vrbovsko. W 2011 roku liczyła 38 mieszkańców.